# فان دين (ويسكونسن)
فان دين (بالإنجليزية: Van Dyne, Wisconsin)‏ هي منطقة سكنية تقع في الولايات المتحدة في مقاطعة فوند دو لاك (ويسكونسن). يقدر عدد سكانها بـ 279 نسمة وترتفع عن سطح البحر 241.1 متر.

## معرض صور

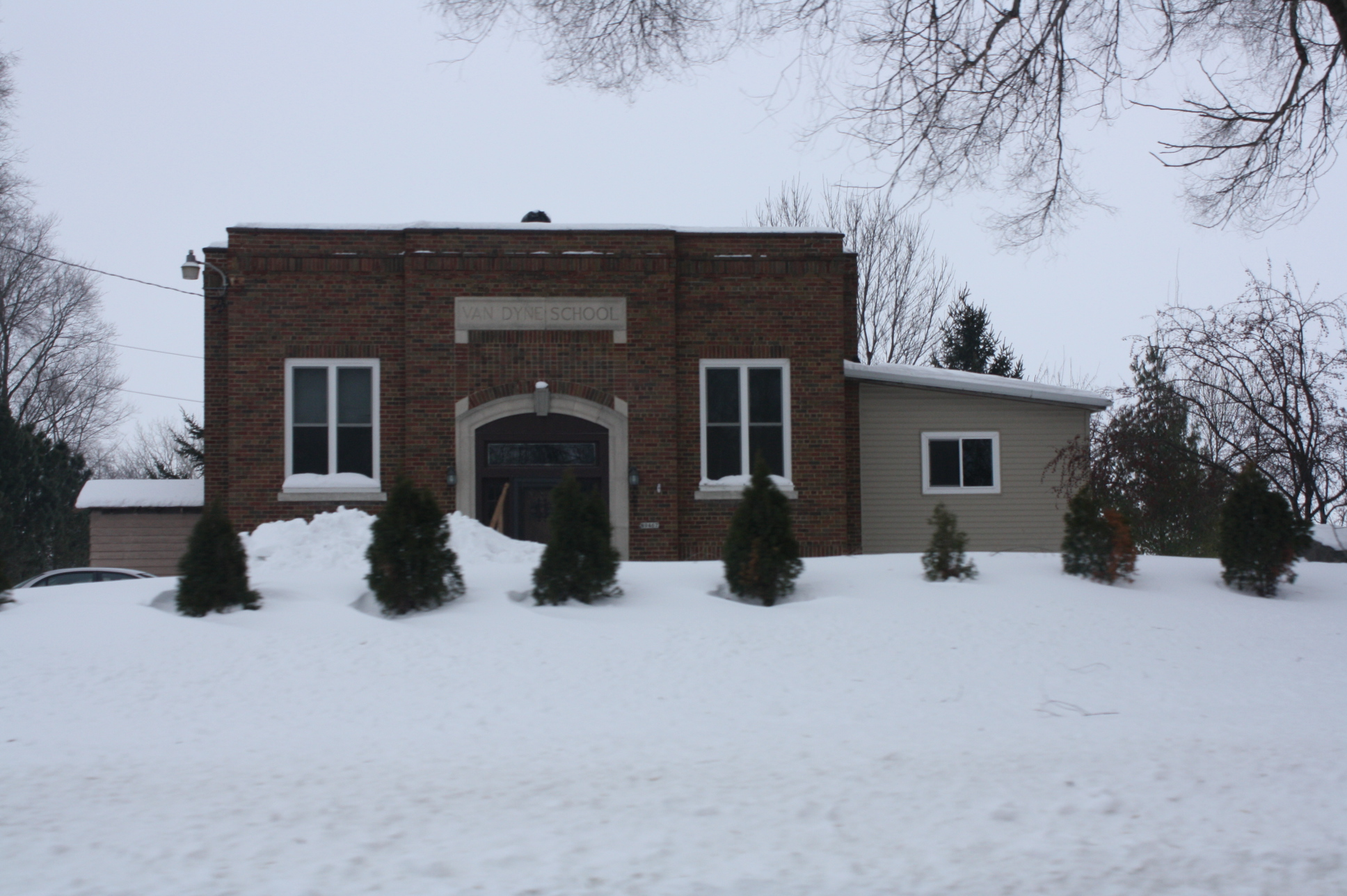
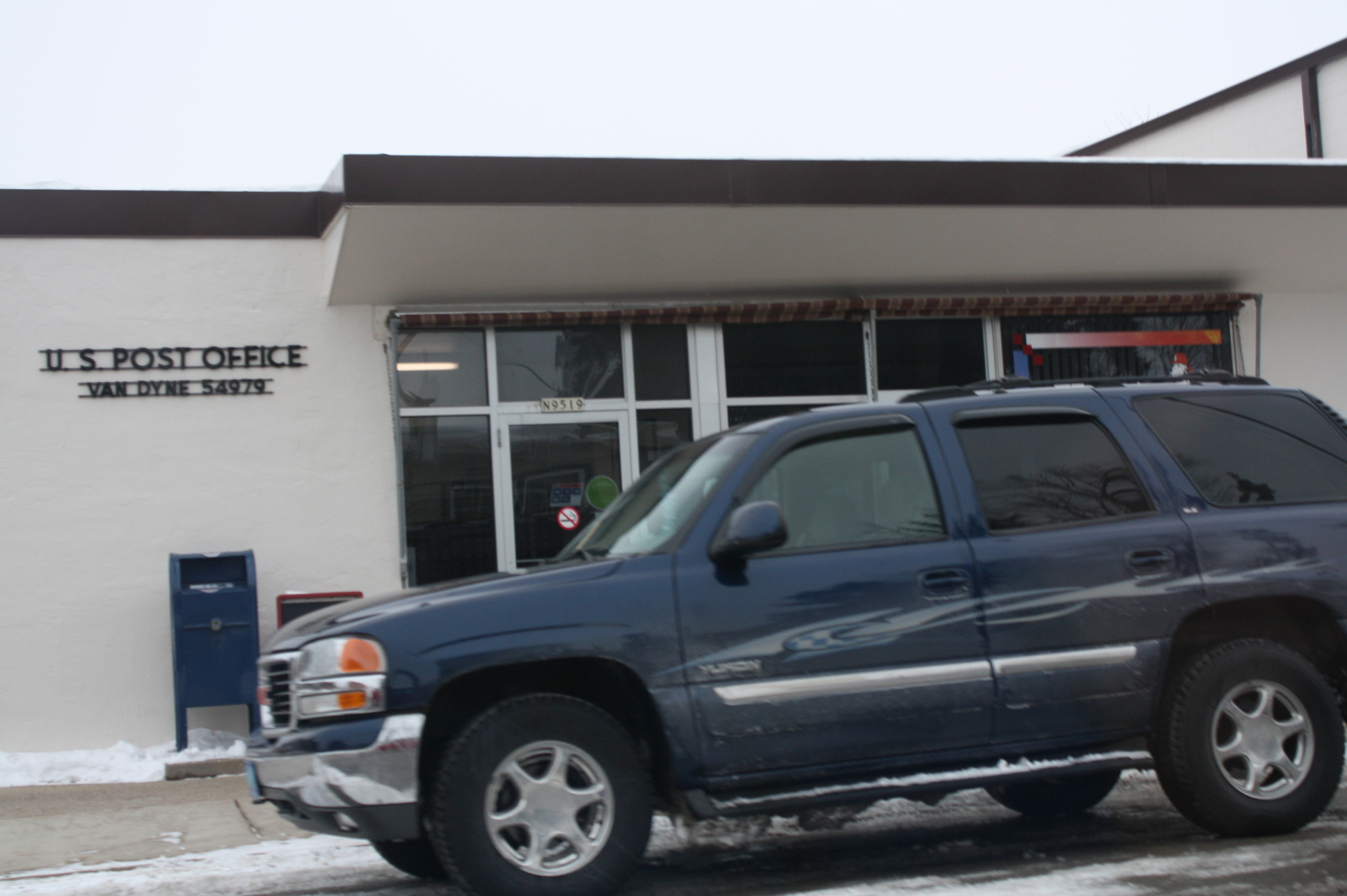
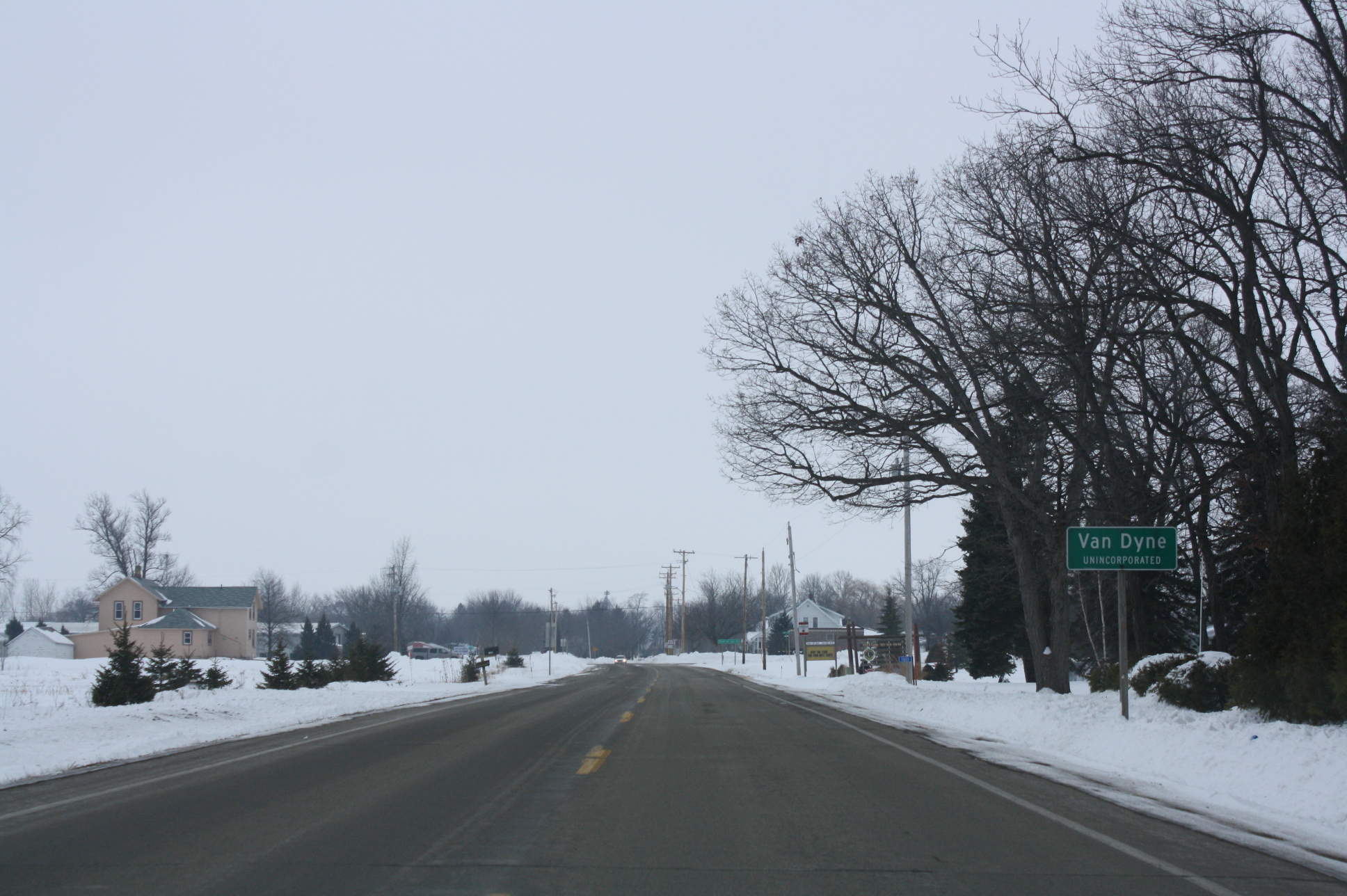